# 不赞
不赞（Buzan，?—?），察合台汗国第十八代可汗，都来帖木儿之子。可汗答儿麻失里改信了伊斯兰教，违反了蒙古传统，1334年，都来帖木儿之子不赞起兵，杀死了答儿麻失里。不赞即位为可汗。不过，不赞并没有巩固统治，第二年，就被堂弟敞失推翻。